# لاک شلدریک (نیویورک)
لاک شلدریک (به انگلیسی: Loch Sheldrake) یک منطقهٔ مسکونی در ایالات متحده آمریکا است که در شهرستان سولیوان، نیویورک واقع شده‌است.